# Karehadlu, Narasimharajapura
Karehadlu là một làng thuộc tehsil Narasimharajapura, huyện Chikmagalur, bang Karnataka, Ấn Độ.